# Aeon (Band)
Aeon ist eine schwedische Death-Metal-Band, die 1999 von Tommy Dahlström, Johan Hjelm, Arttu Malkki, und Zeb Nilsson gegründet wurde.

## Bandgeschichte
Im Sommer 1999 gründeten Tommy Dahlström, Johan Hjelm, Arttu Malkki und Zeb Nilsson die Band Aeon, nachdem sich ihre vorherige Band Defaced Creation aufgelöst hatte. Als mit Morgan Nordbakk ein weiterer Gitarrist zur Band gestoßen war, begann die Band im Herbst des gleichen Jahres ihr erstes Demo aufzunehmen. Die Band erhielt auf das Demo hin Angebote von verschiedenen Labels, aber keines, das den Ansprüchen der Mitglieder genügte. Erst auf das spätere Angebot von Necropolis Records ging die Band ein. Im Mai 2001 erschien im Folgenden die erste EP Dark Order, die heute als Sammlerstück zählt.
Mit Bleeding the False (2005) und Rise to Dominate (2007) folgten zwei volle Alben.

## Diskografie
- 1999: Aeon Demo #1 (Demo)
- 2001: Dark Order (EP, Deathvomit Records)
- 2005: Bleeding the False (Album, Unique Leader Records)
- 2007: Rise to Dominate (Album, Metal Blade Records)
- 2010: Path of Fire (Album, Metal Blade Records)
- 2012: Aeons Black (Album, Metal Blade Records)
- 2021: God Ends Here (Album, Metal Blade Records)